# 미하이 코발리우
미하이 클라우디우 코발리우(루마니아어: Mihai Claudiu Covaliu, 1977년 11월 5일~)는 루마니아의 펜싱 선수, 지도자로, 현역 시절 포지션은 사브르이다. 현재 루마니아 남자 사브르 국가대표팀 감독을 맡고 있다.

## 경력
코발리우는 2000년 하계 올림픽의 사브르 개인전에서 금메달을 획득하였으며, 2008년 하계 올림픽에서는 동메달을 획득하였다.